# Dendrocopos leucotos

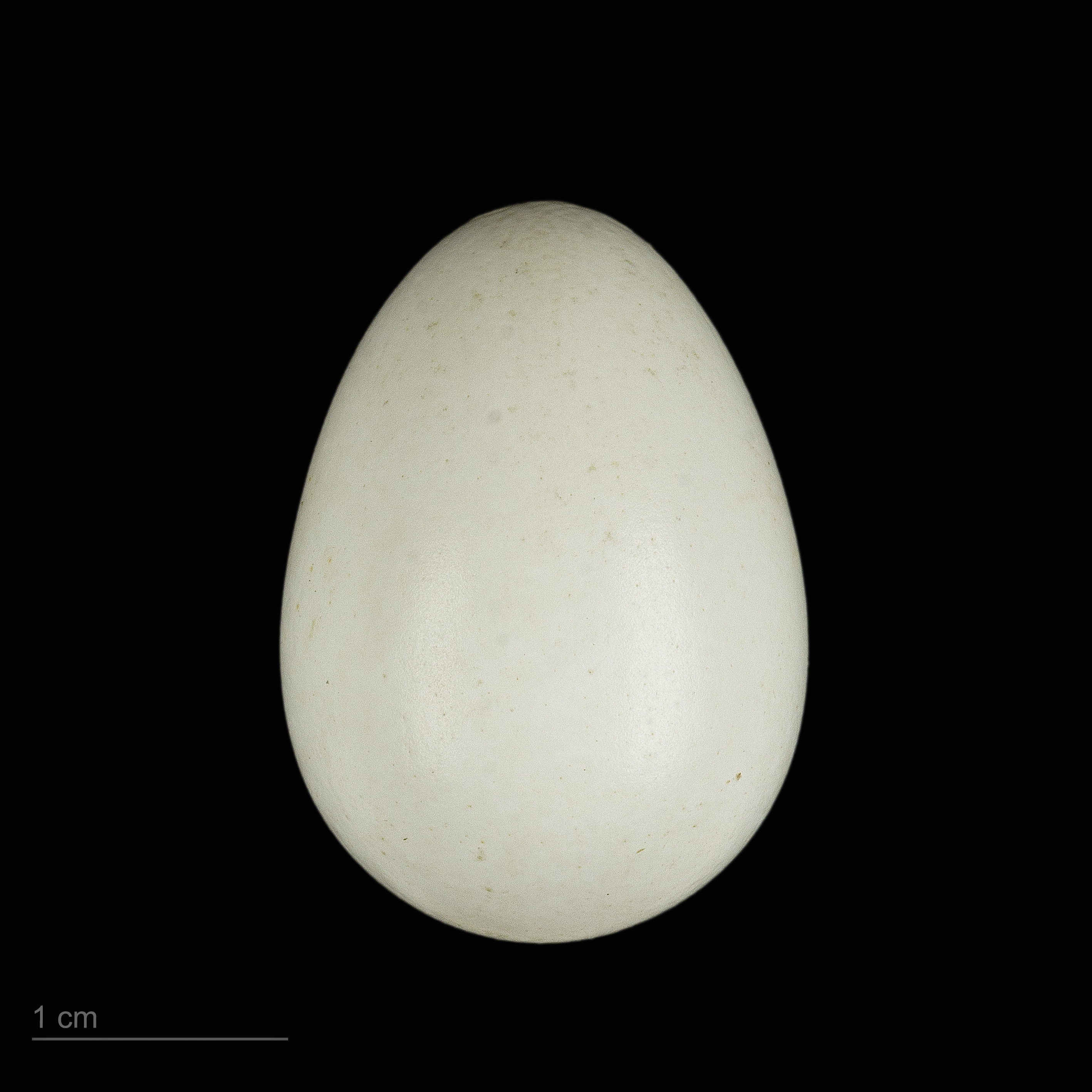
Dendrocopos leucotos leucotos - MHNT

El pico dorsiblanco (Dendrocopos leucotos) es una especie de pícido que vive en bosques maduros de montaña principalmente formados por hayas o abetos.
En la península ibérica se localiza en el Pirineo, en la Selva de Irati, Navarra. En ella, en 2002 se localizaron entre 78 y 95 parejas y por primera vez se localizó otra en Aragón.
En los Pirineos se descubrió en 1968, y en 1977 se constató su reproducción.
En muchos países es considerado una especie en peligro de extinción, entre ellos España o Finlandia.

## Lista de subespecies
- Dendrocopos leucotos fohkiensis (Buturlin, 1908)
- Dendrocopos leucotos insularis (Gould, 1863)
- Dendrocopos leucotos leucotos (Bechstein, 1802)
- Dendrocopos leucotos lilfordi (Sharpe & Dresser, 1871)
- Dendrocopos leucotos namiyei (Stejneger, 1886)
- Dendrocopos leucotos owstoni (Ogawa, 1905)
- Dendrocopos leucotos quelpartensis (Kuroda & Mori, 1918)
- Dendrocopos leucotos stejnegeri (Kuroda, 1921)
- Dendrocopos leucotos subcirris (Stejneger, 1886)
- Dendrocopos leucotos takahashii (Kuroda & Mori, 1920)
- Dendrocopos leucotos tangi Cheng, 1956
- Dendrocopos leucotos uralensis (Malherbe, 1860)